# Porlezza
Porlezza is een gemeente in de Italiaanse regio Lombardije, aan het Meer van Lugano. Het ligt in de provincie Como en heeft 4.832 inwoners (2013). De gemeente beslaat 18,7 km² en heeft een bevolkingsdichtheid van 258 inwoners per km². Bij het oversteken van de Italiaanse grens vanuit Zwitserland is Porlezza de eerste aanzienlijke plaats. Voorheen moest de reis door talrijke gevaarlijke tunneltjes gaan, maar sinds de jaren negentig zijn deze vervangen door een grote, rechte en goed verlichte tunnel.
Tot de gemeente behoren ook de frazioni Begna, Cima en Tavordo.

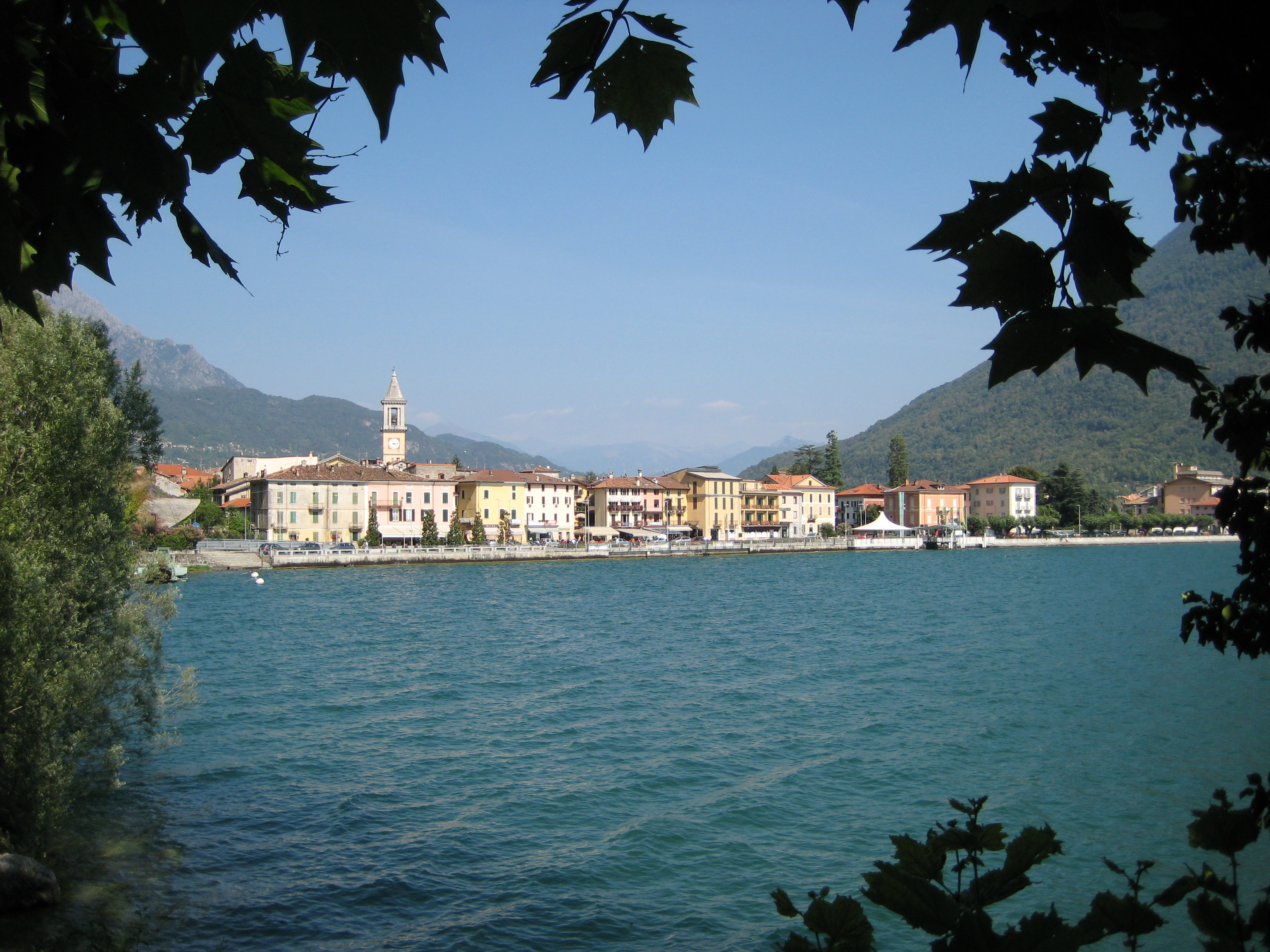
Porlezza

## Demografie
Porlezza telt ongeveer 1.798 huishoudens. Het aantal inwoners steeg in de periode 1991-2001 met 5,5% volgens cijfers uit de tienjaarlijkse volkstellingen van ISTAT.
| Jaar | Inwoneraantal |
| ---- | ------------- |
| 1991 | 3928          |
| 2001 | 4144          |
| 2004 | 4325          |
| 2013 | 4832          |

## Geografie
Porlezza grenst aan de volgende gemeenten: Bene Lario, Carlazzo, Claino con Osteno, Corrido, Ponna, Val Rezzo, Tremezzina, Valsolda. Nabij Porlezza ligt het meer Lago di Piano.

## Klimaat
Porlezza heeft door de beschutte ligging aan de voet van de Alpen een gematigd zeeklimaat (Cfb). In de zomer doet dit gebied mediterraan aan, maar in de winter kan het er vriezen. Doordat er in het gebied in en om Porlezza een gematigd klimaat heerst, is het voor bepaalde rassen palmbomen mogelijk hier te groeien.

## Galerij

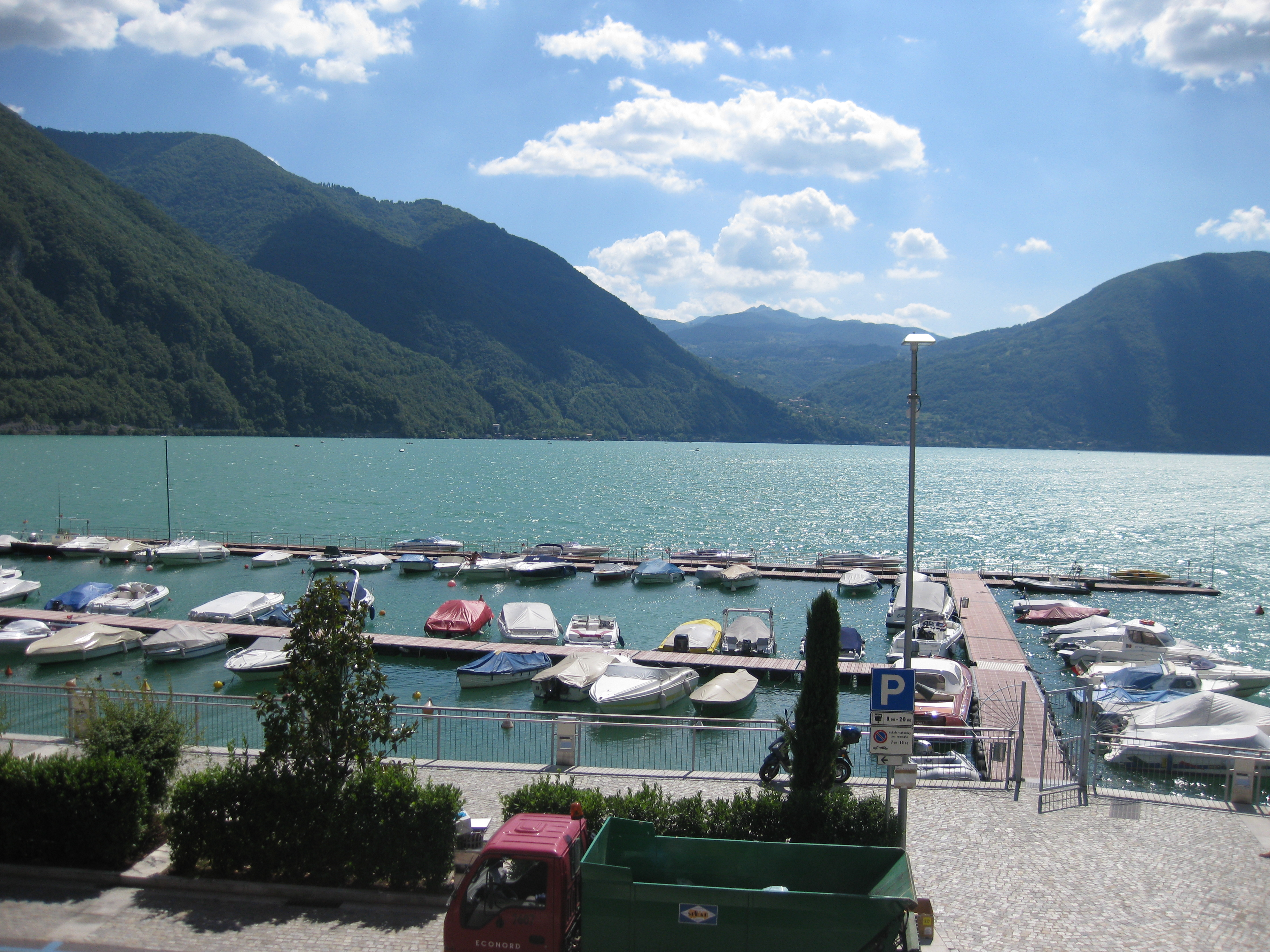
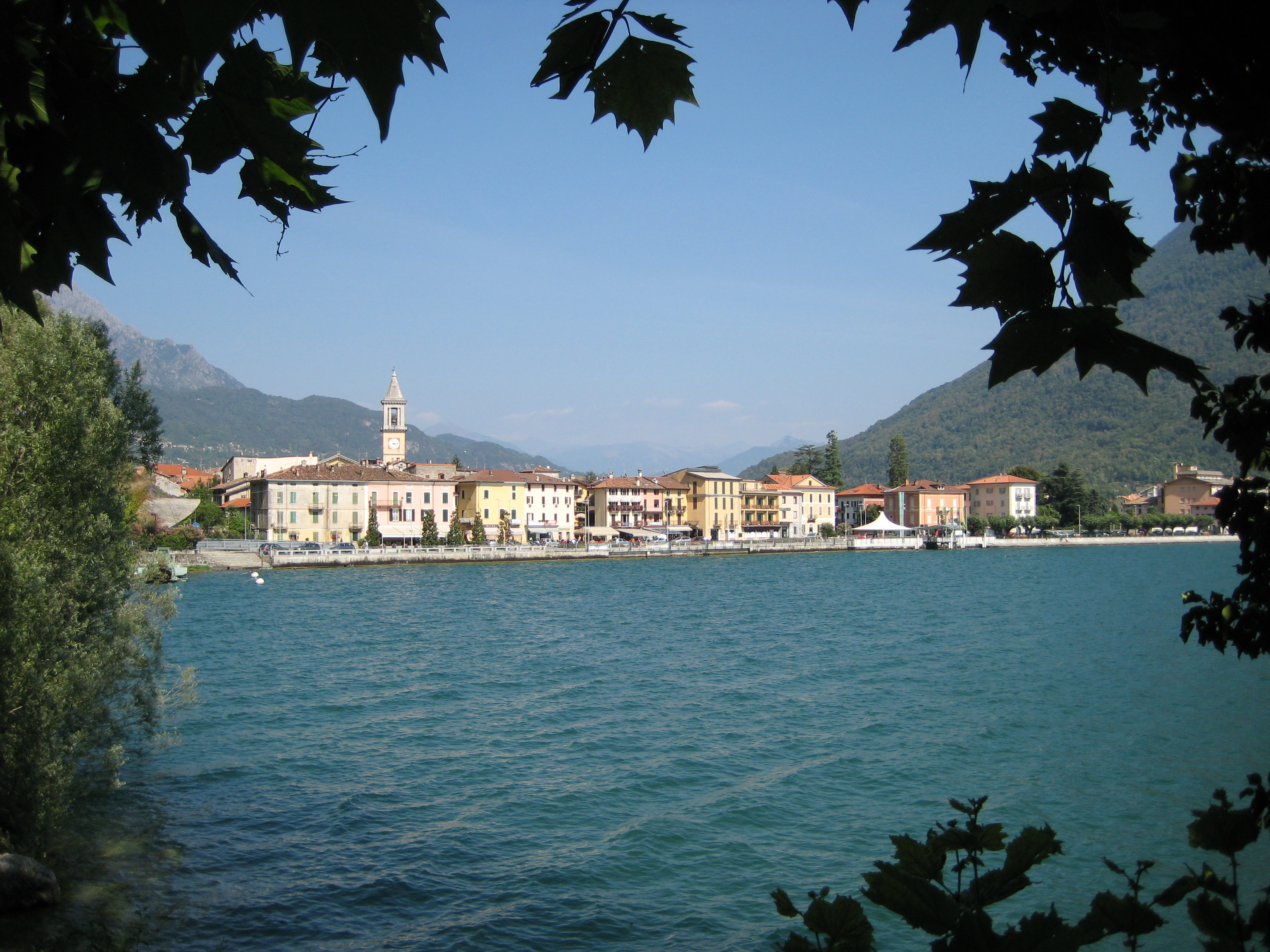
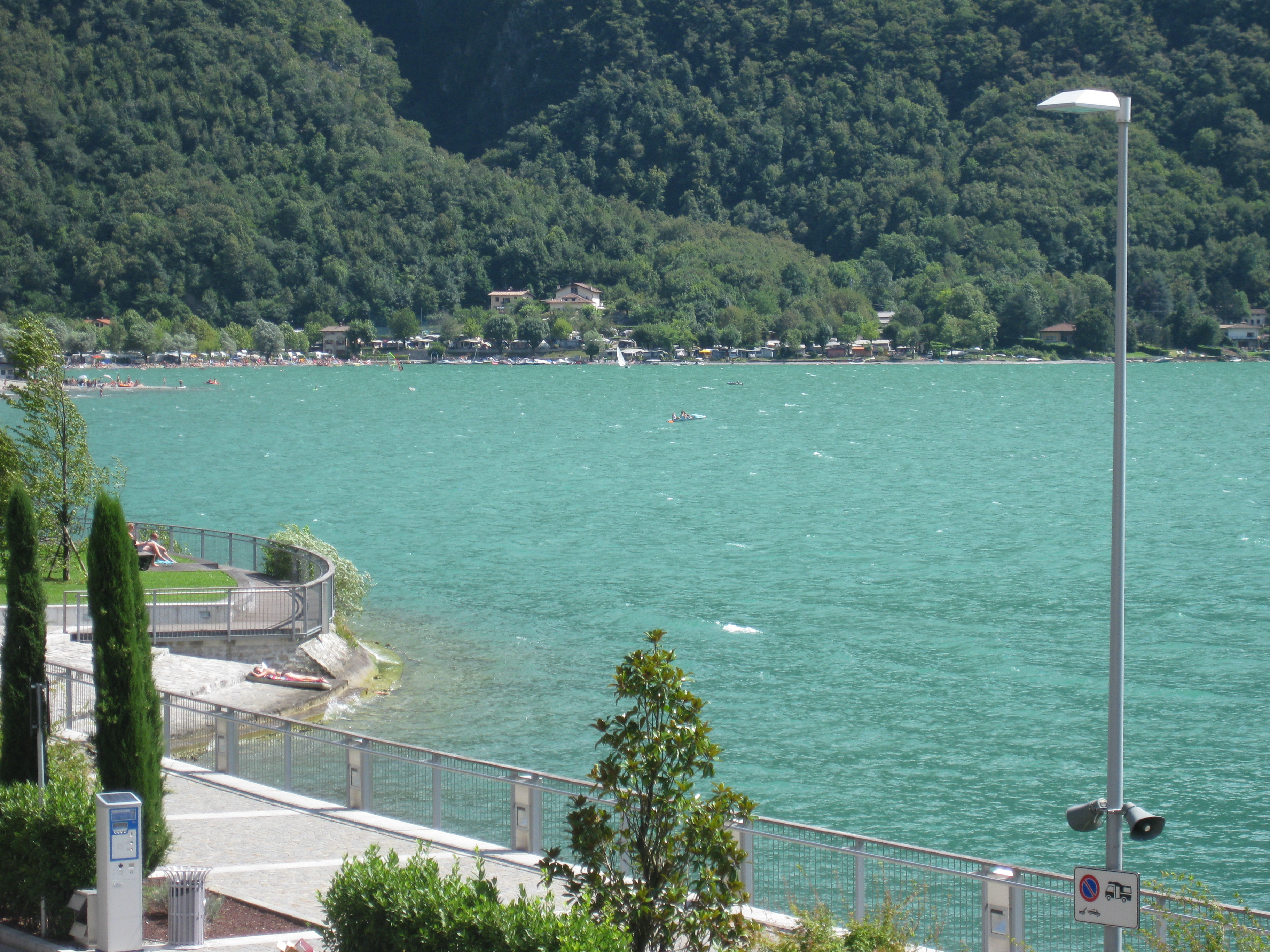
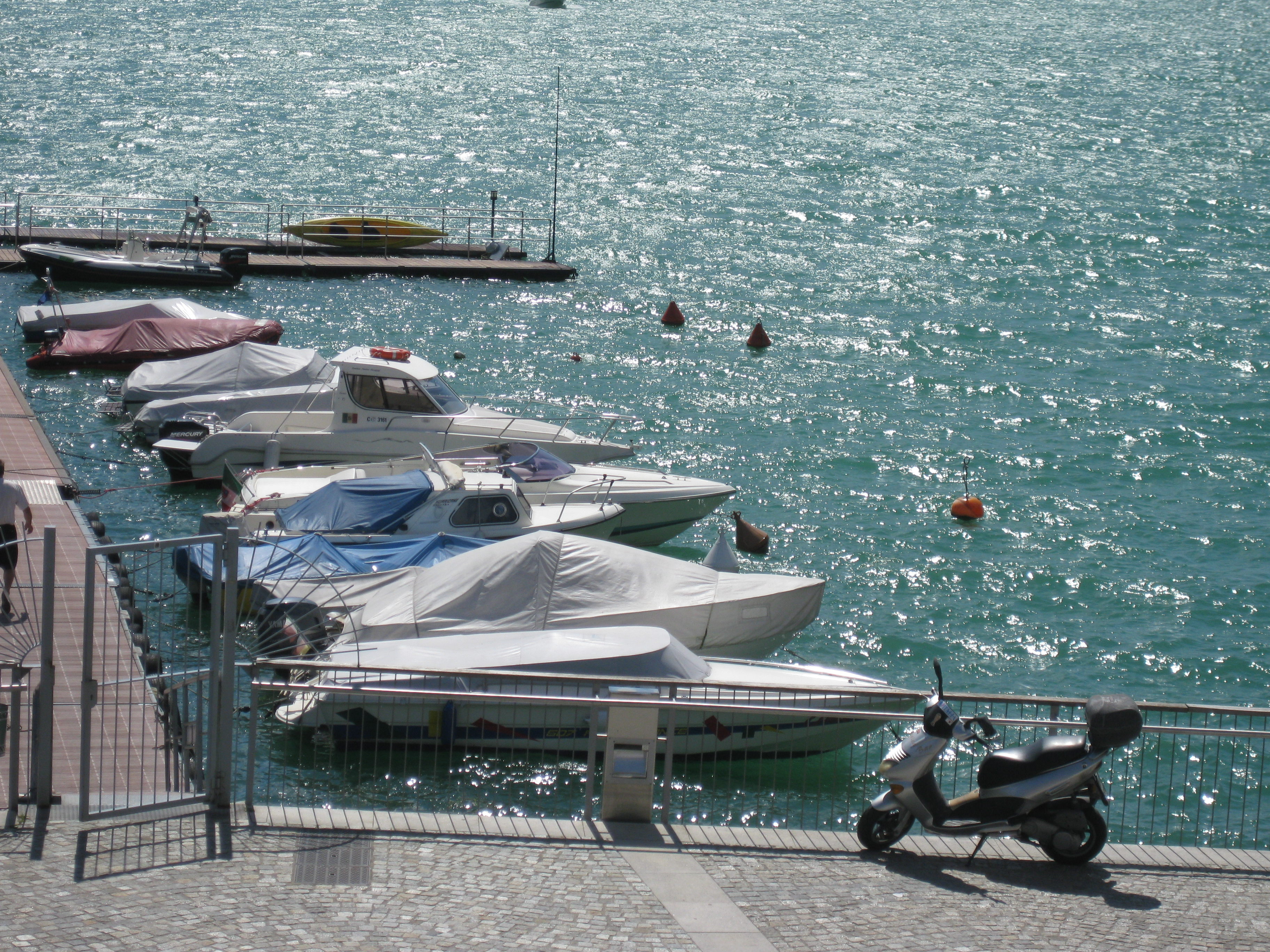
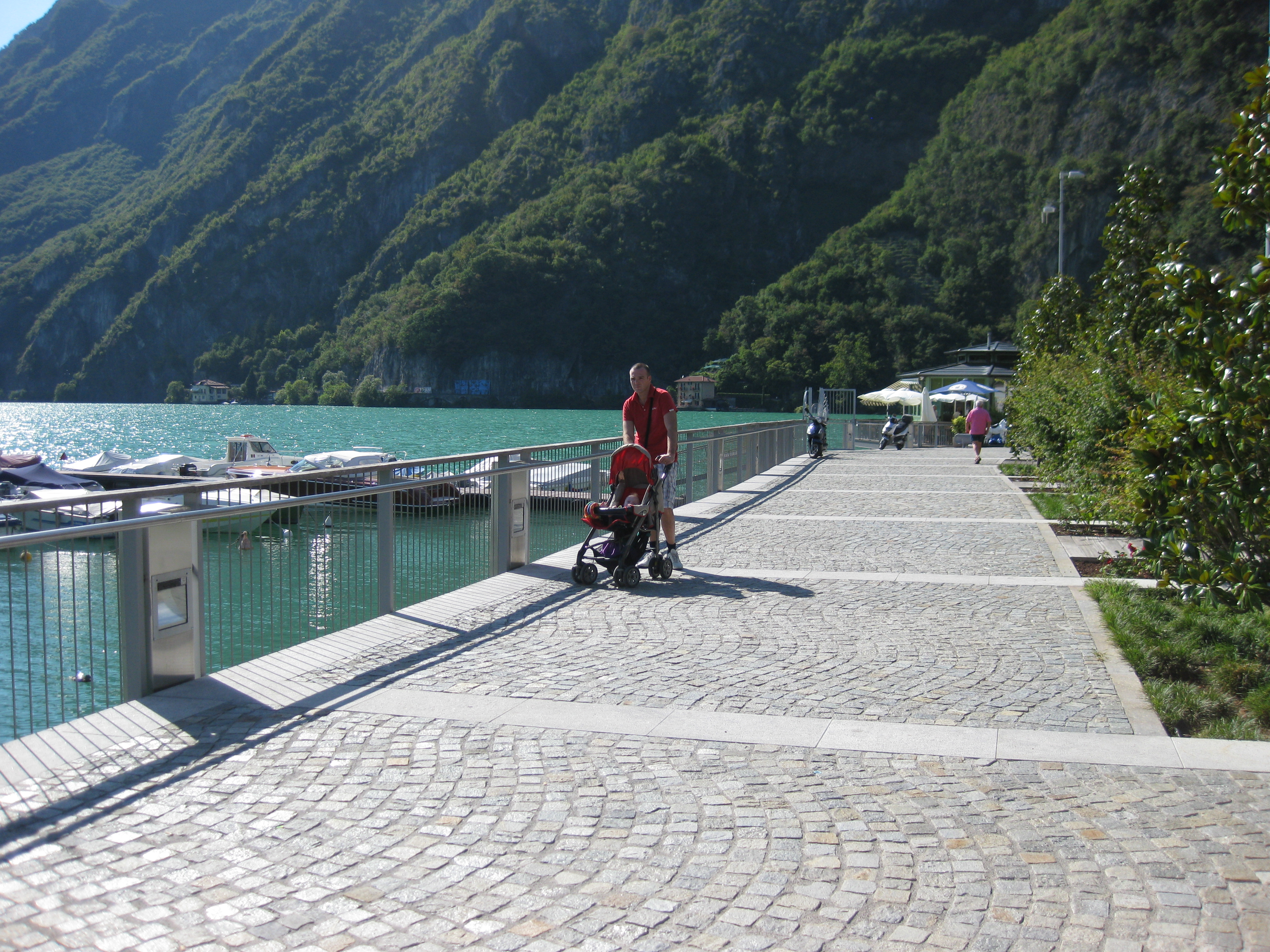

Albavilla · Albese con Cassano · Albiolo · Alserio · Alta Valle Intelvi · Alzate Brianza · Anzano del Parco · Appiano Gentile · Argegno · Arosio · Asso · Barni · Bellagio · Bene Lario · Beregazzo con Figliaro · Binago · Bizzarone · Blessagno · Blevio · Bregnano · Brenna · Brienno · Brunate · Bulgarograsso · Cabiate · Cadorago · Caglio · Cagno · Campione d'Italia · Cantù · Canzo · Capiago Intimiano · Carate Urio · Carbonate · Carimate · Carlazzo · Carugo · Caslino d'Erba · Casnate con Bernate · Cassina Rizzardi · Castelmarte · Castelnuovo Bozzente · Cavallasca · Cavargna · Centro Valle Intelvi · Cerano d'Intelvi · Cermenate · Cernobbio · Cirimido · Claino con Osteno · Colonno · Colverde · Como · Corrido · Cremia · Cucciago · Cusino · Dizzasco · Domaso · Dongo · Dosso del Liro · Erba · Eupilio · Faggeto Lario · Faloppio · Fenegrò · Figino Serenza · Fino Mornasco · Garzeno · Gera Lario · Grandate · Grandola ed Uniti · Gravedona ed Uniti · Griante · Guanzate · Inverigo · Laglio · Laino · Lambrugo · Lanzo d'Intelvi · Lasnigo · Lezzeno · Limido Comasco · Lipomo · Livo · Locate Varesino · Lomazzo · Longone al Segrino · Luisago · Lurago Marinone · Lurago d'Erba · Lurate Caccivio · Magreglio · Mariano Comense · Maslianico · Menaggio · Merone · Moltrasio · Monguzzo · Montano Lucino · Montemezzo · Montorfano · Mozzate · Musso · Nesso · Novedrate · Olgiate Comasco · Oltrona di San Mamette · Orsenigo · Peglio · Pianello del Lario · Pigra · Plesio · Pognana Lario · Ponna · Ponte Lambro · Porlezza · Proserpio · Pusiano · Rezzago · Rodero · Ronago · Rovellasca · Rovello Porro · Sala Comacina · San Bartolomeo Val Cavargna · San Fermo della Battaglia · San Nazzaro Val Cavargna · San Siro · Schignano · Senna Comasco · Solbiate · Sorico · Sormano · Stazzona · Tavernerio · Torno · Tremezzina · Trezzone · Turate · Uggiate-Trevano · Val Rezzo · Valbrona · Valmorea · Valsolda · Veleso · Veniano · Vercana · Vertemate con Minoprio · Villa Guardia · Zelbio
1. ↑  https://demo.istat.it/?l=it.